# Roepera eremaea
Roepera eremaea är en pockenholtsväxtart som först beskrevs av Friedrich Ludwig Diels, och fick sitt nu gällande namn av Beier & Thulin. Roepera eremaea ingår i släktet Roepera och familjen pockenholtsväxter. Inga underarter finns listade i Catalogue of Life.